# Jaroslav Walter (konstruktér)
Jaroslav Walter (14. listopadu 1905, Praha - 4. ledna 1975 Strakonice) byl motocyklový konstruktér, který se zapsal do historie firmy ČZ.

## Mládí
Jaroslav Walter se narodil do rodiny výrobce motocyklů Josefa Waltera a Barbory Waltrové (rozené Balingové), dcery zavedeného klempíře. Absolvoval měšťanskou školu a nastoupil do učení v továrně otce Josefa Waltera. Po vyučení studoval Průmyslovou školu strojnickou na Smíchově.

## Zbrojovka Ing. F. Janeček
Po dokončení školy v roce 1927 nastoupil do konstrukčního oddělení firmy Zbrojovka Ing. F. Janeček v Praze-Nuslích, která se zabývala výrobou zbraní. Výroba zbraní znamenala nejen špičkové technologie, ale i organizaci práce, která umožňovala sériovou výrobu. Praxe ve  byla cennou zkušeností, kterou Jaroslav Walter využil na dalších pracovištích.

## Walter
Výrobu motocyklů zahájila Janečkova továrna až v době, kdy Jaroslav Walter pracoval v nové firmě svého otce. V otcově továrně na ozubená kola a automobilové součásti působil jako vedoucí dílen. V roce 1937 předal Josef Walter firmu svým synům: Ing. Janu Waltrovi, komerčnímu inženýrovi Josefu Waltrovi a Jaroslavovi Waltrovi.
V roce 1945 byla na továrnu uvalena národní správa. Pravomoci Walterů byly minimální, řízením firmy byl pověřený dosazený ředitel. V roce 1948 byla továrna znárodněna. Vítězství komunistů znamenalo pro Waltry zařazení mezi nepřátelé režimu.

## První motocykly
Prvním motocyklem, který zkonstruoval Jaroslav Walter byl dvoudobý jednoválcový stroj s motorem 298 cm². Jaroslav Walter měl pouhých 17 let a byl studentem Průmyslové školy strojnické. Jeho profesorem byl Ing. Emil Čermák, který mu byl nápomocen cennými radami. Emil Čermák byl autorem knih „Motocykly Indian a jejich výroba" a „Motocykl v praksi"
První profesionální konstrukcí byl Waltrův příspěvek při vzniku motocyklu Walter 500.
V roce 1937 zkonstruoval jednoválcový motor o objemu 250 cm³ s rozvodem OHV. Motor měl výkon 21,5 koňských sil a umožňoval motocyklu rychlost až 150 km/h. V době okupace pokračoval v konstrukci motoru o objemu 250 cm³, ale tentokrát se jednalo o rozvod OHC. Využití strojního zařízení rodinného podniku bylo omezeno, ale i tak se podařilo připravit výrobu motoru tak, že byla spuštěna v roce 1945. Dvacet jednoválcových motorů s vrtáním a zdvihem 63 x 80 mm bylo rozprodáno jezdcům, kteří je instalovali do podvozků různé provenience. Mimo motory o objemu 250 cm³ začala i produkce motorů s vrtáním a zdvihem 72 x 86 mm o objemu 350 cm³. Padesát vyrobených motorů obou tříd položilo silné základy silničnímu motocyklovému sportu, které umožnily světové úspěchy v šedesátých letech 20. století.

## ČZ
Poměry v továrně Walter byly pro Jaroslava Waltra obtížné. Naštěstí dostal pracovní nabídku od Václava Skaly, který se stal v červenci roku 1946 podnikovým ředitelem České zbrojovky ve Strakonicích a stal se známým díky heslu „120 motocyklů za den".Továrna stavěla pro zaměstnance byty, ale nebylo myslitelné, aby bývalý fabrikant takový byt obdržel. Po několika měsících života v podnájmu se Jaroslavovi Walterovi podařilo v roce 1952 do Strakonic přestěhovat manželku se syny Jaroslavem a Martinem.
Jaroslav Walter nezačal ve Strakonicích od nuly. Přivezl si dokumentaci motorů Walter 250 cm³ a 350 cm³ i slévárenské formy. Mohl se tedy věnovat konstrukci dalších konstrukčních skupin. Walterův vklad se propsal i do jména motocyklů, které v sezónách 1950 a 1951 startovaly pod jménem ČZ - Walter.

#### ČZ 125
V poválečném období se pozornost továren obrátila k motocyklům s motory menších objemů. Výkon motorů o objemu 125 cm³ se vývojem dostal na úroveň, která vyhovovala nárokům běžných motoristů. Česká zbrojovka vyráběla dvoudobé motocykly kubatury 125 cm³ a 150 cm³. (Motocykl ČZ 150 C zkonstruoval Jaroslav Walter a Jaroslav František Koch.) Bylo  přirozené, že v továrně vzniknou i závodní motocykly stejného objemu. Dvoudobé motory byly vhodné pro levnou sériovou výrobu, ale v padesátých letech 20. století neměly výkon potřebný pro závody.
Proto Jaroslav Walter zvolil opět čtyřdobý jednoválcový motor. Kvalitativní posun byl ve volbě ventilového rozvodu. Místo jedné vačkové hřídele byly v hlavě uloženy dvě vačkové hřídele; jednalo se tedy o rozvod DOHC (2xOHC). U předcházejících motorů Jaroslav Walter použil k pohonu vačkové hřídele královskou hřídel. U rozvodu 2xOHC musel nad královskou hřídel vložit vodorovnou hřídel, která předním koncem poháněla vačku výfukového a zadním koncem vačku sacího ventilu. Zpětný pohyb ventilů zajišťovaly vlásenkové pružiny. Vlásenkové (v dobových textech uváděno i vlásničkové) pružiny umožňovaly minimalizovat délku dříku ventilu, který tak byl lehčí a umožňoval větší otáčky motoru. První závod absolvoval tento motocykl označovaný jako typ 852 dne 27. dubna 1952. Motocykl byl inovován v postupných krocích, ale po několika letech bylo nutno přistoupit ke konstrukci nového motocyklu.
V roce 1959 vyjel na okruhy typ 855, který měl nový motor snadno rozeznatelný od předchozího motoru. Válec již nebyl svislý, ale byl skloněný o 12°vpřed. Ještě výraznější byl sklon královské hřídele, protože poháněla přední vačkový hřídel. Zadní vačková hřídel byla poháněna šikmou hřídelí od přední vačkové hřídele. Výkon motoru vzrostl o polovinu, rozsah využitelných otáček se zúžil, a proto byly přidány dva rychlostní stupně. V roce 1960 se vyrobilo šest motocyklů typu 855, což byl zlomek třiceti motocyklů typu 852 vyrobených v roce 1956 pro soukromé jezdce.
U dvouválcové stopětadvacítky typu 858, na které Jaroslav Walter začal pracovat v roce 1961 se už s většími sériemi motocyklů nepočítalo. Řadový dvouválec měl zajímavě řešenou klikovou hřídel. Ta umožňovala smontování polovin hřídele dvěma způsoby. Jednou byla možnost, že se písty obou válců pohybovaly souběžně, jejich pracovní cyklus byl posunut o 360°. Druhou možností bylo smontování pootočených polovin klikové hřídele, které umožnilo protisměrný pohyb pístů.

#### ČZ 250 a 350
V roce 1953 měly motory objemu 250 cm³ a 350 cm³ stále koncepci motorů Jaroslava Waltera: svislé vzduchem chlazené jednoválce s vačkovým hřídelem v hlavě motoru.  Změny proběhly ve změně časování ventilů, které se zasloužily o větší výkon motorů. Motocykly dostaly typová čísla. Typ 850 a typ 851 pro motocykl objemu 250 cm³ a 350 cm³. V roce 1954 se vyrobila série padesáti motocyklů typu 850 a třiceti motocyklů typu 851.
V roce 1955 se přikročilo k vývoji nových motorů s touto koncepcí: dva vačkové hřídele v hlavě motoru, zvětšení vrtání na úkor zdvihu a společná skříň motoru a převodovky, která dala motocyklům i neformální jméno „Monoblok". Jaroslav Walter koncipoval motocykly objemu 250 cm³ a 350 cm³ jako sourozence, protože rozdíl výkonu a váhy nebyl velký. Použití stejných dílů u obou typů snižovalo náklady výroby. I hliníkové odlitky motorové skříně obou typů byly stejné.
Objevil se nápad dvouválcové konstrukce motoru objemu 250 cm³ při použití prvků motoru jednoválcové stopětadvacíky. Jednalo by se o využití pouze několika dílů, na rozdíl od unifikace motocyklů objemu 250 cm³ a 350 cm³. O několik let později se nápad postavit motocykl objemu 250 cm³ na základě stopětadvacíky objevil znovu. Tentokrát měla být využita konstrukce dvouválcové stopětadvacítky, aby vznikla čtyřválcová dvěstěpadesátka. Ani jedno řešení nebylo přijato.

#### ČZ 175
Rychlému růstu výkonů motocyklů neodpovídala kvalita silničních okruhů. Asfaltové povrchy byly různé kvality, mnohdy se střídaly s dlažbou ze žulových kostek. Tratě okruhů vedly po silnicích, které jinak sloužily k dopravě. Jezdci míjeli v těsné blízkosti stromy, sloupy a budovy. Při absenci únikových zón měly malé chyby jezdců fatální následky. Jedním z navrhovaných řešení bylo omezení objemu motorů, respektive podpora menších objemových kategorií. V kuloárech FIM se hovořilo o třídě 175 cm³, která byla zajímavá pro strakonickou zbrojovku. Zdálo se, že upravit dvouvačkovou stopětadvacítku typu 855 na vyšší kubaturu nebude problém. Jaroslav Walter zachoval koncepci menšího motoru, ale nešel cestou „převrtání motoru". Vznikl nový motocykl.
Nový motocykl se na zahraničních tratích neobjevil, protože třída 175 cm³ na mistrovství světa nebyla vypsána. Neobjevil se však ani na tratích domácích, protože formule Junior byla koncipována pro jednoduché motory, kde technika 2xOHC neměla své místo. Jaroslav Walter měl řešení: na výfukový vačkový hřídel přidat i sací vačku, která by ovládala sací ventil prostřednictvím tyčky a vahadla. Byť se objevil názor, že jde o kombinaci rozvodů OHC a OHV, ve skutečnosti se jednalo o rozvod OHC. Toto řešení bylo použito ve třicátých letech dvacátého století Dr. Ing. Ferdinandem Porschem u šestnáctiválcových motorů typu A, B a C závodních vozů Auto Union. Originalita Waltrova řešení spočívala v možnosti volby mezi OHC a 2xOHC u stejného odlitku hlavy motoru.

#### ČZ 250
Motor 175 cm³ nebyl pouze převrtanou stopětadvacítkou, byl natolik robustní, že na jeho základě vznikl motor 250 cm³. Dvěstěpadesátka neměla v roce 1963 na domácích okruzích konkurenci a pravidelně porážela i dvouválcovou Jawu 250. Na okruzích mistrovství světa kralovaly Hondy, ale ČZ nebyla bez šance získat přední místo v celkovém hodnocení. Bez pravidelné účasti na jednotlivých velkých cenách to však nebylo myslitelné.

#### ČZ 300 a 320
Na domácím mistrovství byla zavedena formule Junior i ve třídě 250 cm³. I jezdci, kteří neměli tovární speciály mohli obsadit přední místa, ale dvouvačkový motocykl ČZ tak byl vyřazen  z domácího mistrovství. Dvěstěpadesátka neměla díky velké konkurenci snadnou pozici ani na mistrovství světa. Ve třídě 350 cm³ startovalo méně továrních značek a tuto situaci využila továrna ČZ. Motor byl v roce 1964 zvětšen na objem 300 cm³. I přes hendikep chybějícího objemu vyhrál stroj velkou cenu Československa v Brně. Pro rok 1965 se hendikep objemu podařilo díky motoru 320 cm³ snížit.

#### ČZ 350 a 370
V roce 1966 se do výroby dostala plnoobjemová jednoválcová třistapadesátka typ 859. O dva roky později byl zvětšen zdvih motoru na 370 cm³, aby byl umožněn start ve třídě 500 cm³.

## Střídání generací
Éra jednoválců na mistrovství světa skončila. Ředitel strakonické zbrojovky Jan Cvrček schválil stavbu čtyřválcového motocyklu ČZ 350, typ 860. Tohoto projektu se chopili mladší konstruktéři, kteří odborně vyrostli pod vedením Jaroslava Waltera.
O práci Jaroslava Waltera, nedávného třídního nepřítele, psal v letech 1956, 1959, 1964 a 1965 pochvalně krajský deník Jihočeská pravda. Nejen, že práce pro továrnu ČZ byla zjevná a nezpochybnitelná, ale v roce 1959 obdržel Jaroslav Walter čestné uznání za práci na konstrukci sovětského motocyklu Vostok. Pochvala z Východu změnila i postoj českého komunistického režimu k osobě Jaroslava Waltera. Ještě před nástupem husákovského režimu obdržel Jaroslav Walter v roce 1969 vyznamenání Za vynikající práci.
Na konci roku 1969 odešel Jaroslav Walter do důchodu. O skonu Jaroslava Waltera v roce 1974 psal i deník Jihočeská pravda.